# 名宝会館
名宝会館（めいほうかいかん・1935年（昭和10年）11月3日開業 - 2002年（平成14年）12月1日閉館）は、かつて名古屋市中区栄一丁目（広小路通）にあった東宝系の映画館（名宝劇場、名宝スカラ座、名宝シネマ）の総称である。

## 歴史

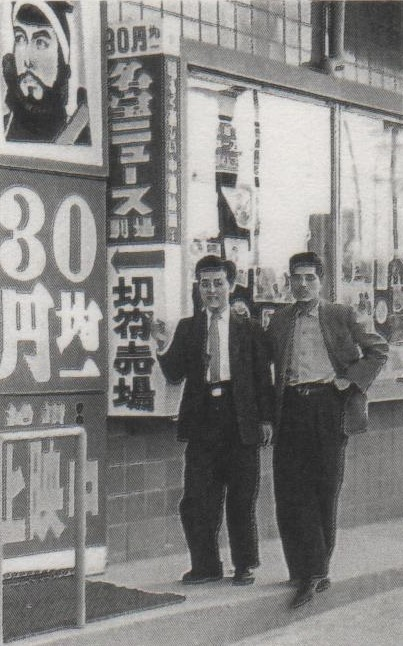
名宝ニュース劇場の入口（1956年の写真）

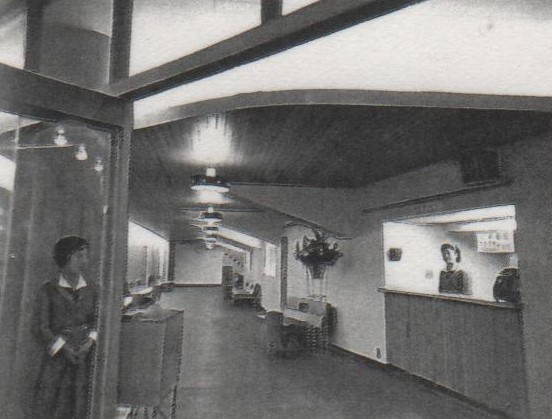
名宝スカラ座のロビー（1956年の写真）

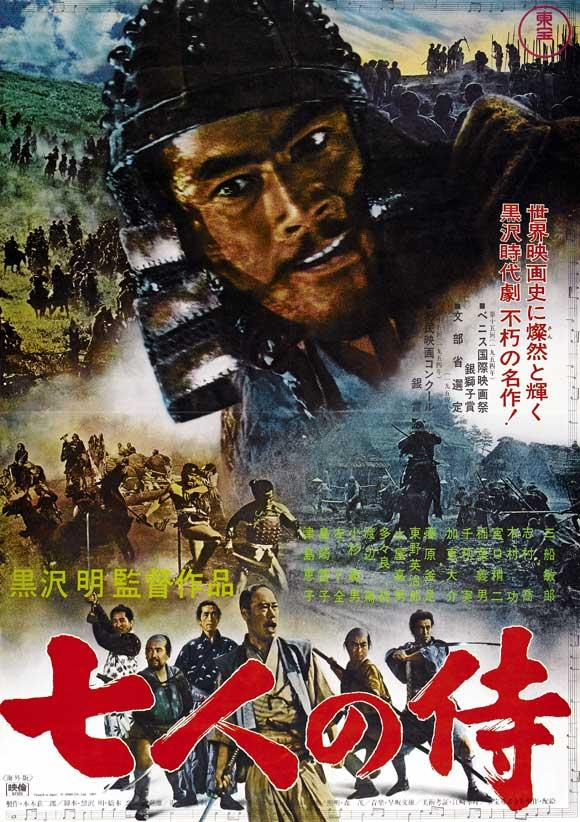
名宝文化映画劇場が「なごや東宝」に改称後最初にロードショー上映された『七人の侍』（監督黒澤明、1954年4月26日封切）のポスター

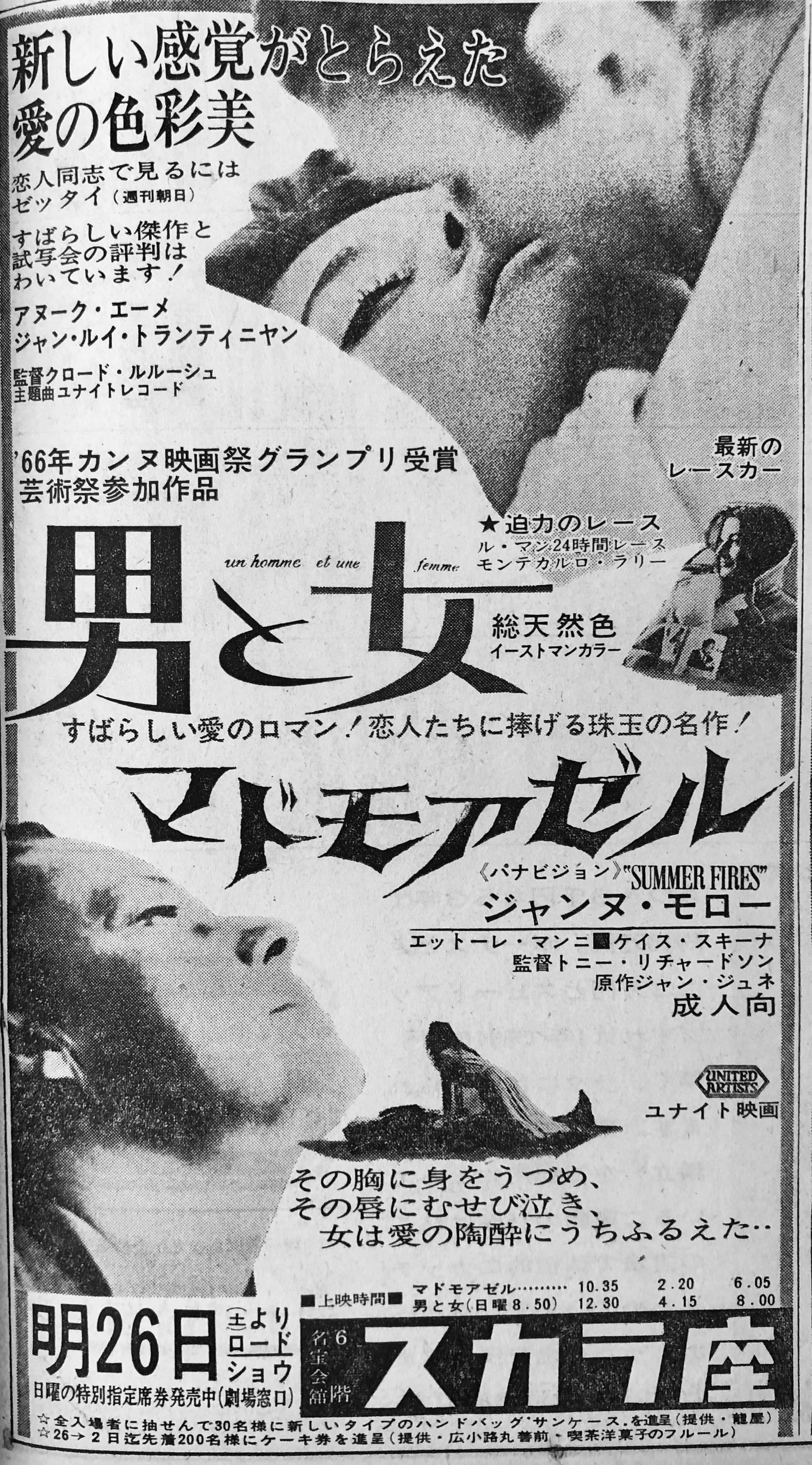
名宝スカラ座の新聞広告（1966年）。『男と女』と『マドモアゼル』の二本立て。

1935年（昭和10年）11月3日、「名古屋宝塚劇場」として開館。当初は宝塚少女歌劇などの実演と映画の上映の二本立てで、観客定員数は1,994席だった。2階にはレストラン「名宝グリル」、5階にはアイススケートリンク、屋上には庭園があった。1938年（昭和13年）2月23日に3階を改装し「名宝会館」が開館。1940年（昭和15年）5月23日に「名宝文化映画劇場」に改称した。

終戦後の1945年（昭和20年）には、二世西川鯉三郎が主宰する舞踊公演『名古屋をどり』の旗揚げ公演が行われた他、同年10月には並木路子主演・佐々木康監督の松竹映画『そよかぜ』が上映されている。また1951年（昭和26年）9月1日には、日本最初の民間放送局である中部日本放送の開局記念番組『浜松風』と、バラエティーショー『謳うCBC』が名宝劇場から生放送された。
1954年（昭和29年）4月26日、「名宝文化映画劇場」は東宝邦画系封切館「なごや東宝」に改称。1955年（昭和30年）12月23日、増築により、6階に洋画ロードショー館「名宝スカラ座」が開館、5階のアイススケートリンクはテナントとしてダンスホール「ムーンリバー」に改築された。「名宝文化映画劇場」はなごや東宝と同じ3階にて再開しATG専門館「名宝文化」となった。2階にはニュース映画専門館「名宝ニュース劇場」がオープン。同時に「名宝会館」という総称が与えられ、1967年（昭和42年）に開館する名鉄東宝と共に愛知県内東宝系のチェーンマスター的存在となった。名古屋市千種区に所在する「ちくさ正文館書店」本店の店長・古田一晴は、中学1年生だった1965年（昭和40年）1月9日に『パサジェルカ』（監督アンジェイ・ムンク、1961年制作、日本初公開1964年（昭和39年）11月）と『尼僧ヨアンナ』（監督イエジー・カワレロウィッチ、1961年制作、日本初公開1962年（昭和37年）4月）といったポーランド映画を名宝文化で観たという。
1969年（昭和44年）、この年の2月1日から12月20日まで行った大幅な改築工事により、名古屋宝塚劇場はなごや東宝を吸収し、東宝邦画系封切館として再オープン。同時に名宝文化は名宝劇場と同じ階に移動。3階に洋画ロードショー館「名宝シネマ」が開館した。
1972年（昭和47年）5月、名宝文化が閉館。名宝会館は3館体制でリニューアルオープンした。
以降、『ゴッドファーザー』、『スター・ウォーズ』、『エイリアン』、『インディ・ジョーンズ』シリーズ、『愛と追憶の日々』、『バック・トゥ・ザ・フューチャー』、『トップガン』、『ジュラシック・パーク』、『インデペンデンス・デイ』、『タイタニック』、『日本沈没』、山口百恵・三浦友和主演シリーズ、『ドラえもん』シリーズ、『もののけ姫』、『千と千尋の神隠し』などのヒット作品を次々と生み出した。
しかし、1990年代半ばから近隣のシネコンに客足を奪われ始め、さらに建物の老朽化も進んでいたことから、2002年（平成14年）12月1日、『ゴジラ（第1作）』と『ゴジラvsモスラ』の上映を最後に67年間の歴史に幕を閉じ、翌2003年（平成15年）初頭に建物は解体された。名古屋市中心部の東宝邦画系上映は、中日本興業運営の「名古屋ピカデリー」（センチュリー豊田ビル内・2003年（平成15年）1月 - 2016年（平成28年）6月）を経て「ミッドランドスクエア シネマ」（ミッドランドスクエア内及びシンフォニー豊田ビル内）へと集約されている。
2004年（平成16年）11月1日、名宝会館跡地に「名古屋東宝ビル」が竣工（同ビル内に映画館はない）。併設してビジネスホテル「ロイネットホテル（現・リッチモンドホテル）名古屋納屋橋」がオープンした。それに先駆けて、ムーンリバーは2003年末、隣接するヒルトン名古屋等のあるアムナットスクエア（AMMNAT SQUARE）内の名古屋朝日会館（朝日新聞名古屋本社が入っているビル）内に移転し、店名も「ウィンターガーデン」に改めた。

## 各館の特徴
※ 館名・座席数はいずれも閉館当時のもの。
※ 最末期は全館ともドルビーデジタル対応。サラウンドEXとDTSは名宝劇場を除き対応していた。

### 名宝劇場
定員946人。東宝邦画系作品のみを上映。千代田劇場→日劇東宝→日劇2系列のチェーン。1ヶ月に1作程度の割合で、新作が公開された。

### 名宝スカラ座
定員982人。常に、大作の東宝洋画系作品を上映。日比谷スカラ座 のチェーン。名鉄東宝などと並ぶ県内東宝系のチェーンマスター的存在だった。

### 名宝シネマ
定員168人。常に特徴のある洋画と邦画を上映。終盤期には、主にニュー東宝シネマ（後のTOHOシネマズ有楽座）系の作品を上映していた。